# Federala narkotikapolisen i Ryssland
Federala narkotikapolisen i Ryssland (Федеральная служба Российской Федерации по контролю за оборотом наркотиков) är en federal polismyndighet med uppgift att bekämpa illegal handel med narkotika samt kontrollera efterlevnaden av gällande regler rörande laglig narkotikaanvändning. Myndigheten lyder direkt under presidenten.

## Uppdrag
- Kontroll av laglig förskrivning, användning och överlåtelse av narkotiska preparat
- Förebygga, upptäcka och utreda olaglig handel med narkotika
- Samordna de kompetenta myndigheternas bekämpning av olaglig handel med narkotika
- Upprätta och underhålla en databas med information om olaglig handel med narkotika